# Cinématographe (revue)
Cinématographe est une revue de cinéma parue de 1973 à 1987. 
La revue a publié 126 numéros : le premier est sorti en février 1973 et le dernier en janvier 1987. Jacques Fieschi en a été le rédacteur en chef de 1975 à 1984,.